# Laškov
Laškov är en ort i Tjeckien.   Den ligger i regionen Olomouc, i den östra delen av landet, 190 km öster om huvudstaden Prag. Laškov ligger 307 meter över havet och antalet invånare är 593.
Terrängen runt Laškov är platt söderut, men norrut är den kuperad. Runt Laškov är det ganska tätbefolkat, med 111 invånare per kvadratkilometer. Närmaste större samhälle är Olomouc, 18,0 km öster om Laškov. Trakten runt Laškov består till största delen av jordbruksmark.